# Derek Stepan
Derek Stepan (ur. 18 czerwca 1990 w Hastings, Minnesota) – amerykański hokeista, reprezentant USA, olimpijczyk.
Jego ojciec Brad (ur. 1967) i kuzyn Zach (ur. 1994) także zostali hokeistami.

## Kariera klubowa
- Shattuck St. Mary's Midget Prep (2006-2008)
- Wisconsin Badgers (2008-2010)
- New York Rangers (2010-2017)
  -  KalPa (2012-2013)
- Arizona Coyotes (2017-2020)
- Ottawa Senators (2020-)

W latach 2008–2010 występował w drużynie akademickiej uczelni University of Wisconsin-Madison. W drafcie NHL z 2008 został wybrany przez New York Rangers. Od lipca 2010 zawodnik tego klubu, związany trzyletnim kontraktem. Od listopada 2012 do stycznia 2013 w okresie lokautu w sezonie NHL (2012/2013) związany kontraktem z fińskim klubem KalPa w rozgrywkach Liiga. Przedłużał umowę z Rangers we wrześniu 2013 o trzy lata, a w lipcu 2015 o sześć lat. Od czerwca 2017 zawodnik Arizona Coyotes. Pod koniec grudnia 2020 przeszedł do Ottawa Senators.

## Kariera reprezentacyjna
Został reprezentantem USA. Wystąpił w kadrze juniorskiej kraju na mistrzostwach świata do lat 20 w 2010. Z reprezentacją zdobył złoty medal, a sam został najskuteczniejszym zawodnikiem turnieju. W kadrze seniorskiej uczestniczył w turniejach mistrzostw świata 2011, zimowych igrzysk olimpijskich 2014, Pucharu Świata 2016.

## Sukcesy
Reprezentacyjne
- Złoty medal mistrzostw świata juniorów do lat 20: 2010

Klubowe
- Mistrzostwo dywizji NHL: 2012 z New York Rangers
- Mistrzostwo konferencji NHL: 2012 z New York Rangers
- Prince of Wales Trophy: 2012 z New York Rangers

Indywidualne
- Mistrzostwa Świata Juniorów w Hokeju na Lodzie 2010/Elita:
  - Pierwsze miejsce w klasyfikacji asystentów turnieju: 10 asyst
  - Drugie miejsce w klasyfikacji kanadyjskiej turnieju: 14 punktów
  - Jeden z trzech najlepszych zawodników reprezentacji
  - Skład gwiazd turnieju[10]
- Mistrzostwa Świata w Hokeju na Lodzie 2011/Elita:
  - Jeden z trzech najlepszych zawodników reprezentacji
- Sezon NHL (2012/2013):
  - Trzecia gwiazda miesiąca - kwiecień 2013
  - Piąte miejsce w klasyfikacji +/- w sezonie zasadniczym: +25